# کمالی
کمالی (منسوب به کمال) یک نام خانوادگی‌ست. افراد شاخص با این نام از این قرارند:
- حسین کمالی، وزیر کار دولت سید محمد خاتمی
- حسین کمالی (پژوهشگر)، استاد اسلام‌شناسی و فرهنگ دانشگاه کلمبیا
- صبا کمالی، بازیگر ایرانی
- محمود کمالی، شهردار سابق قزوین
- کوروش کمالی سروستانی، رئیس مرکز سعدی‌شناسی ایران
- فاطمه کمالی احمدسرایی، مدیر مسئول نشریه جامعه نو
- یحیی کمالی‌پور، پروفسور و رئیس بخش ارتباطات دانشگاه پوردو در امریکا